# Stefan Castrischer
Stefan Castrischer  (* 20. März 1992) ist ein ehemaliger Schweizer Unihockeyspieler auf der Position des Verteidigers. Castrischer stand seien gesamte Karriere beim Nationalliga-A-Verein Floorball Köniz unter Vertrag.

## Karriere

### Verein
Castrischer durchlief die Juniorenabteilung von Floorball Köniz, ehe er zur Saison 2012/13 für die erste Mannschaft debütierte. Zuvor spielte er in der U21-Mannschaft der Berner. Er wurde jedoch zu Teileinsätzen in die erste Mannschaft berufen. Seitdem er sich in der ersten Mannschaft spielt, hat sich die Defensive der Berner deutlich verbessert. Seither hat er sich zum unumstrittenen Stammspieler entwickelt.
2016 konnte er mit Floorball Köniz den Schweizer Cup gewinnen. Die Defensive mit Castrischer hat vor allem das Angriffsspieler von GC Unihockey um deren Starspieler Kim Nilsson unterbunden.
Am 23. Februar 2017 verkündete der Sportchef von Floorball Köniz, dass der Vertrag mit dem Defensivakteur verlängert wurde. Somit bestreitet er 2017/18 seine 6. Saison im Dress der Berner. Mit Floorball Köniz gewann er in der Saison  2017/18 die Schweizer Meisterschaft mit einem 5:2-Sieg über den SV Wiler-Ersigen im Superfinal. Am 26. April 2018 gab Floorball Köniz die Vertragsverlängerung mit Castrischer bekannt.
A, 29. März 2020 verkündete Castrischer seinen Rücktritt aus dem Spitzenunihockey.

### Nationalmannschaft
Castrischer war in der U19-Nationalmannschaft der Schweiz aktiv. Er nahm mit dieser 2009 an der Euro Floorball Tour teil. 2011 stand er im Aufgebot für die U19-Weltmeisterschaft in Weissenfels, bei welcher die Schweiz Bronze holte. Castrischer steuerte zwei Assist bei.

## Erfolge
- Schweizer Cupsieger: 2016